# Традиционални унионистички глас
Традиционални унионистички глас (енгл. Traditional Unionist Voice) је десничарска политичка странка у Северној Ирској. Предводи је Џим Алистер.